# Dája Bedáňová
Dája Bedáňová (* 9. März 1983 als Daniela Bedáňová in Ostrava, Tschechoslowakei) ist eine ehemalige tschechische Tennisspielerin.

## Karriere
Bedáňová, die im Alter von sechs Jahren mit dem Tennisspielen begann, wurde im Jahr 2000 Profispielerin.
Sie gewann in ihrer Karriere auf der WTA Tour einen Einzel- und einen Doppeltitel, jeweils in Bratislava. 2001 stand sie im Einzel der US Open im Viertelfinale, im Jahr darauf gelang ihr dies bei den Australian Open auch in der Doppelkonkurrenz. Ihre beste Position in der Weltrangliste erreichte sie im Juli 2002 mit Platz 16.
Von 1999 bis 2003 absolvierte sie bei sechs Begegnungen acht Partien für die tschechische Fed-Cup-Mannschaft; ihr gelangen dabei drei Siege.
2005 beendete Dája Bedáňová ihre Profikarriere.
Im April 2010 heiratete sie den tschechischen Tennisprofi Jan Hájek.

## Turniersiege

### Einzel
| Nr. | Datum            | Turnier    | Kategorie    | Belag             | Finalgegnerin  | Ergebnis      |
| --- | ---------------- | ---------- | ------------ | ----------------- | -------------- | ------------- |
| 1.  | 29. Oktober 2000 | Bratislava | WTA Tier IVb | Hartplatz (Halle) | Miriam Oremans | 6:1, 5:7, 6:3 |

### Doppel
| Nr. | Datum            | Turnier    | Kategorie  | Belag             | Partnerin     | Finalgegnerinnen         | Ergebnis |
| --- | ---------------- | ---------- | ---------- | ----------------- | ------------- | ------------------------ | -------- |
| 1.  | 21. Oktober 2001 | Bratislava | WTA Tier V | Hartplatz (Halle) | Jelena Bowina | Nathalie Dechy Meilen Tu | 6:3, 6:4 |